# گورکان‌های شمس‌الله
گورکان‌های شمس‌الله مربوط به هزاره اول قبل از میلاد - سکایی است و در شهرستان ورزقان، بخش مرکزی، دهستان ازومدل جنوبی، ۱/۵ کیلومتری جنوب روستای سقندل واقع شده و با شمارهٔ ثبت ۲۶۶۱۱ به‌عنوان یکی از آثار ملی ایران به ثبت رسیده است.